# Hebron (Dakota del Norte)
Hebron es una ciudad ubicada en el condado de Morton en el estado estadounidense de Dakota del Norte. En el censo de 2010 tenía una población de 747 habitantes y una densidad poblacional de 194,22 personas por km².

## Geografía
Hebron se encuentra ubicada en las coordenadas 46°54′9″N 102°2′41″O / 46.90250, -102.04472. Según la Oficina del Censo de los Estados Unidos, Hebron tiene una superficie total de 3.85 km², de la cual 3.85 km² corresponden a tierra firme y (0%) 0 km² es agua.

## Demografía
Según el censo de 2010, había 747 personas residiendo en Hebron. La densidad de población era de 194,22 hab./km². De los 747 habitantes, Hebron estaba compuesto por el 96.52% blancos, el 0% eran afroamericanos, el 0.67% eran amerindios, el 0.13% eran asiáticos, el 0.13% eran isleños del Pacífico, el 0.13% eran de otras razas y el 2.41% pertenecían a dos o más razas. Del total de la población el 1.87% eran hispanos o latinos de cualquier raza.